# Stazione di Nantes
La stazione di Nantes (Gare de Nantes in francese) è la principale stazione ferroviaria a servizio di Nantes e del suo agglomerato urbano, situata nel dipartimento della Loira Atlantica, regione Paesi della Loira.
È servita da TGV e dal TER.
La sua apertura all'esercizio avvenne nel 1851.